# John Dunovant

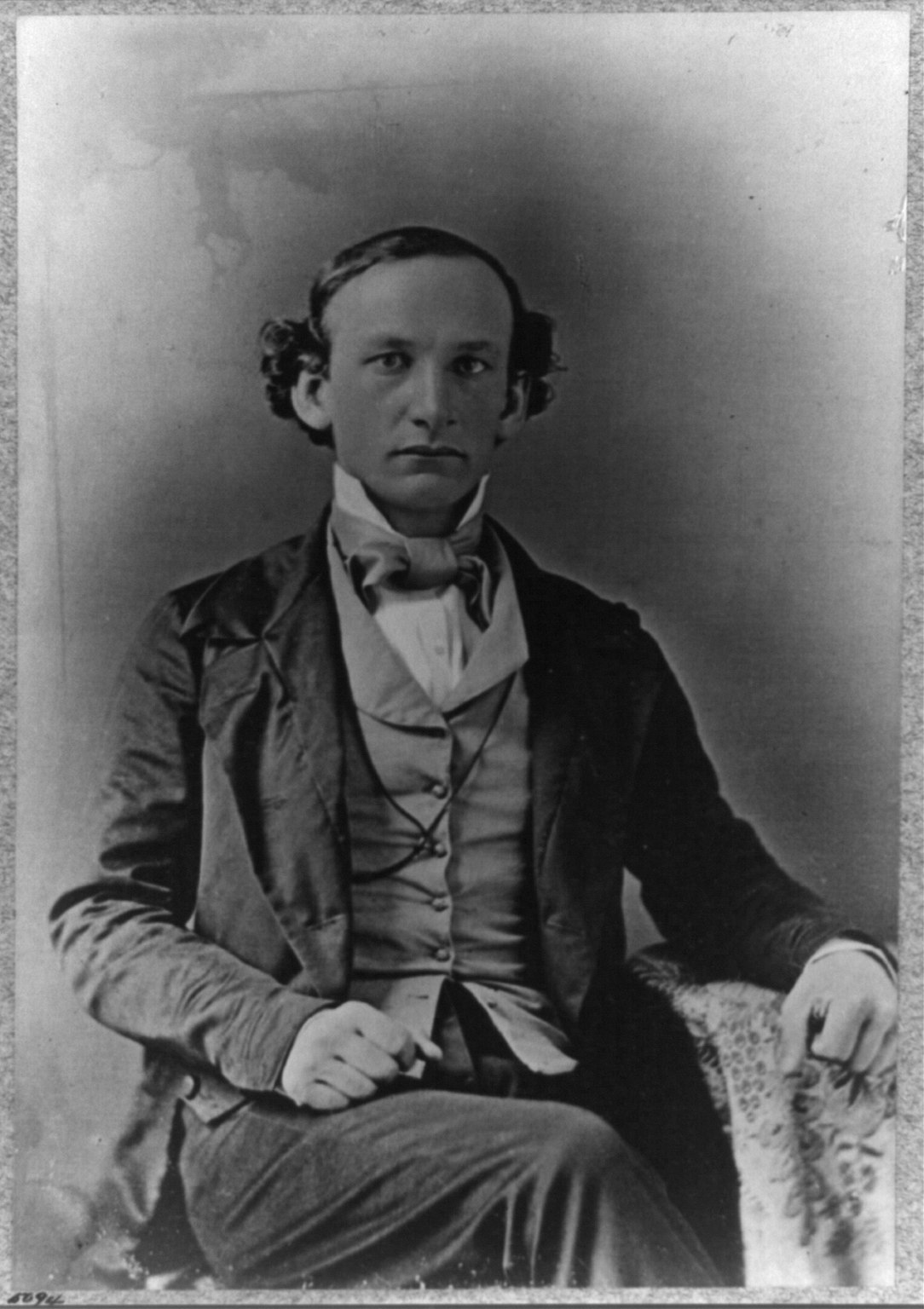
John Dunovant

John Dunovant (* 5. März 1825 in Chester, South Carolina; † 1. Oktober 1864 beim James River, Virginia) war ein Brigadegeneral der Konföderierten im Sezessionskrieg.

## Biografie
Dunovant diente bereits im Mexikanisch-Amerikanischen Krieg und wurde bei der Schlacht von Chapultepec am 13. September 1847 schwer verwundet und schied daher am 7. Dezember 1847 aus dem aktiven Militärdienst aus. 1855 wurde er als Hauptmann in die US Army übernommen, ehe er im November 1860 nach einem Beinbruch in St. Louis abermals aus dem aktiven Dienst ausschied.
Nach Beginn des Sezessionskrieges 1861 trat er als Major der Miliz in die Confederate States Army ein und wurde kurz darauf Oberst des 1. Regiments von South Carolina (1st South Carolina Regulars). Nach einer erneuten krankheitsbedingten Abwesenheit im Juni und Juli 1861 nahm er seinen Dienst im August 1861 wieder auf, wurde jedoch im Juni 1862 wegen Trunkenheit vom Dienst freigestellt. Kurz danach wurde er zum Oberst und Kommandeur des 5. Kavallerie-Regiments von South Carolina (5th South Carolina Cavalry) ernannt.
Kurz nach seinem Eintreffen in Virginia 1864 wurde sein Regiment unter den Oberbefehl von General Fitzhugh Lee gestellt. Bei einem Gefecht am James River wurde er am 28. Mai 1864 an der Hand verwundet und danach im Lazarett von Richmond behandelt. Am 8. Juli 1864 trat er seinen Dienst trotz der Verletzung wieder an und trug bis zu seinem Tod eine Armschlinge.
Am 22. August 1864 wurde Dunovant zum Brigadegeneral befördert und dem Oberbefehl von General Wade Hampton III. unterstellt, um das Kommando der bisher von Matthew Butler kommandierten Brigade zu übernehmen. Am 1. Oktober 1864 starb er an der Spitze seiner Einheit, nachdem er wegen eines feindlichen Schusses vom Pferd fiel.